# Реле Бухгольца

Символ реле Бухгольца

Схема

Реле Бухгольца, також відоме під назвою захист Бухгольца (нім. Buchholz-Relais та нім. Buchholzschutz відповідно) — це тип електротехнічного засобу захисту масляних силових трансформаторів. В окремих країнах застосовується більш загальний термін газове реле, в той час як в інших назва Реле Бухгольца стало загальновживаною торговельною маркою. Реле було розроблено інженером Максом Бухгольцем у 1921 році. Реле Бухгольца спрацьовує при таких несправностях, як коротке замикання, замкнення між обмотками, а також зниження рівня трансформаторного масла в баку трансформатора. При незначних проблемах відбувається лише повідомлення, так зване попередження Бухгольца (нім. Buchholzwarnung), а при аваріях зі значним струмом як, наприклад, коротке замикання, трансформатор буде автоматично відключено для запобігання його знищення.

## Поширеність назви
Фактично термін «реле Бухгольца» використовується як синонім до технічної назви-опису «газове реле», оскільки фізичні принципи та застосування цього типу реле не змінилось з часом. Виключенням є пострадянські країни, де використовувалась більш загальна, технічна назва, наприклад, газове реле BF-80 (80 мм — діаметр трубопроводу, на який реле встановлювалось), в той час як термін «реле Бухгольца» був маловживаним.

## Принцип дії
Газове реле являє собою герметичну ємність з оглядовими віконцями, в якій розміщено два поплавкових елемента. При опусканні поплавців закріплені на них магніти наближаються до герконів (герметичних скляних трубок з розміщеними в них магнітокерованими контактами), що викликає їх замикання. На спрацювання нижнього поплавця також діє струменевий елемент — розміщена поперек маслопроводу пластинка з отвором, каліброваним на задану швидкість потоку масла. На корпусі реле Бухгольца розміщені клемна коробка з виводами реле, краник для випуску повітря та відбору проб газу і закрита захисним ковпачком кнопка опробування справності. Нормально газове реле повинно бути повністю заповнене маслом. Натиснення на копку опробування на 1/2 ходу викликає занурення верхнього поплавця, а натиснення до упору — також і нижнього поплавця.
Газове реле спрацьовує при внутрішніх пошкодженнях масляного трансформатора, що супроводжуються виділенням газу, зниженням рівня масла чи інтенсивним потоком масла з баку трансформатора в розширювач. Спрацювання газового реле може бути викликане горінням дуги (внаслідок пробою ізоляції трансформаторного масла або ізоляції витків, порушенням контакту, наприклад, на перемикачу відпайок ПБВ, чи на заземленні внутрішніх елементів), місцевим перегрівом внутрішніх елементів, наприклад, при значному перевантаженні. При горінні дуги або сильному нагріванні трансформаторне масло розкладається з виділенням значної кількості горючого газу, що містить до 70 % водню. За допомогою аналізу газу з газового реле можна визначати, яка саме ізоляція була пошкоджена. Газові бульбашки збираються у верхній частині корпуса трансформатора та рухаючись в розширювач витискають масло з газового реле. При незначному виділенні газу опускається верхній поплавець реле і його контакт діє на попереджувальну сигналізацію. При значному виділенні газу, спрацюванні нижнього поплавкового елементу внаслідок зниженням рівня масла в реле, або інтенсивного потоку масла (на поплавець діє струменевий елемент), замикаються контакти реле, що діють на відключення трансформатора. Повернення газового реле після спрацювання відбувається при заповненні його корпусу маслом.
Реле Бухгольца встановлюється на трубопроводі, що з'єднує бак трансформатора з розширювальним баком. Звичайно реле розміщується на безпечній відстані від струмопровідних частин, що знаходяться під напругою. Проте чинними нормативними документами забороняється підійматися на корпус трансформатора, що знаходиться під напругою.

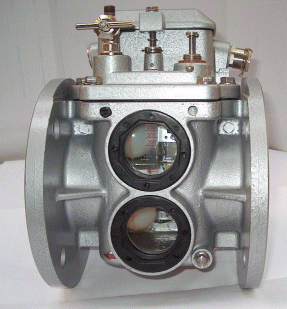
Зовнішній вид
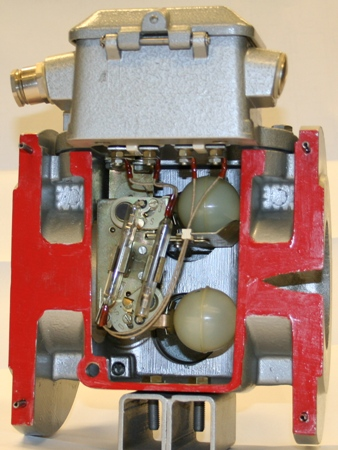
Розріз

Реле Бухгольца належить до групи пристроїв релейного захисту.